# Aporus
Aporus is een geslacht van vliesvleugelige insecten van de familie spinnendoders (Pompilidae).

## Soorten
- A. andradei Wolf, 1970
- A. bicolor Spinola, 1808
- A. planiceps (Latreille, 1809)
- A. pollux (Kohl, 1888)
- A. unicolor - roodzwarte schildkopspinnendoder Spinola, 1808